# Campeonato Británico de Canchas Cubiertas
El Campeonato Británico de Tenis en Pista Cubierta (en inglés: The British Covered Court Championships) (BCCC)  fue un evento de tenis bajo techo que se llevó a cabo desde 1885 hasta 1971 y se jugó en Londres, Inglaterra. Las fechas del torneo fluctuaban entre octubre y marzo.

## Historia
Durante sus primeros cinco años, el torneo se celebró en el Hyde Park Lawn Tennis Club en Porchester Square, Londres, y consistió solo en una competencia de individuales masculinos. En 1890, cuando se decidió agregar una competencia de individuales femeninos y dobles masculinos, el torneo se trasladó al Queen's Club en Londres, aunque los individuales masculinos permanecieron en Hyde Park hasta 1895. El evento de dobles mixtos se agregó al campeonato en 1898.
En 1912 se añadió una tercera pista al campeonato, y, al igual que las dos pistas originales, tenía una superficie de madera. En 1923, se abolieron el sistema de Ronda de Reto, que permitía al campeón saltarse la competencia del año siguiente y solo jugar contra el ganador de esa competencia. En 1925, el torneo se fusionó con el London Covered Court Championships. El evento de dobles femeninos se agregó al torneo en 1934 y se renombró como Campeonato Nacional de Tenis en Pista Cubierta.
Desde su inicio, se convirtió en un evento importante durante la primera mitad del siglo XX, pero a finales de la década de 1950, su estatura había disminuido considerablemente y en 1966, no pudieron encontrar un patrocinador. En 1968, el BCCC se convirtió en parte del primer circuito Dewar Cup, pero ese fue su último año en Queen's Club.
En 1969, se fusionó con el Campeonato de Wembley mientras continuaba llamándose Campeonato Británico de Tenis en Pista Cubierta, y fue un evento oficial del Gran Premio ILTF en 1970 y 1971. Con varios jugadores destacados que formaban parte del circuito World Championship Tennis vetados de la competencia en 1972 y sin patrocinadores a la vista, el torneo fue descontinuado.
El francés Jean Borotra es el poseedor del récord masculino con once títulos de individuales y la británica Dorothea Douglass  tiene el récord de mujeres con siete títulos de individuales.

### Individuales masculinos
| Año         | Campeones                                         | Subcampeones                                      | Puntuación                                        | Superficie                                        |
| ----------- | ------------------------------------------------- | ------------------------------------------------- | ------------------------------------------------- | ------------------------------------------------- |
| 1885        | Herbert Lawford                                   | Charles Ross                                      | 7–5, 6–3, 6–0                                     | Madera                                            |
| 1886        | Teddy Williams                                    | Herbert Lawford                                   | 6–2, 1–6, 5–7, 6–4, 6–4                           | Madera                                            |
| 1887        | Ernest Lewis                                      | Teddy Williams                                    | 6–2, 6–2, 6–1                                     | Madera                                            |
| 1888        | Ernest Lewis                                      | Ernest George Meers                               | 6–3, 6–0, 6–1                                     | Madera                                            |
| 1889        | Ernest Lewis                                      | James Crispe                                      | 6–1, 6–1, 6–1                                     | Madera                                            |
| 1890        | Ernest Lewis                                      | Ernest George Meers                               | 6–2, 6–3, 6–2                                     | Madera                                            |
| 1891        | Ernest Lewis                                      | Ernest George Meers                               | 6–4, 8–6, 6–3                                     | Madera                                            |
| 1892        | Ernest George Meers                               | Ernest Lewis                                      | 6–3, 3–6, 6–1, 6–2                                | Madera                                            |
| 1893        | Harold Mahony                                     | Ernest George Meers                               | 6–2, 6–2, 6–4                                     | Madera                                            |
| 1894        | Harold Mahony                                     | Ernest George Meers                               | 6–4, 6–4, 6–3                                     | Madera                                            |
| 1895        | Ernest Lewis                                      | Harold Mahony                                     | walkover                                          | Madera                                            |
| 1896        | Ernest Lewis                                      | Wilberforce Eaves                                 | 6–4, 6–1, 6–8, 4–6, 7–5                           | Madera                                            |
| 1897        | Wilberforce Eaves                                 | Ernest Lewis                                      | 6–3, 6–3, 7–5                                     | Madera                                            |
| 1898        | Wilberforce Eaves                                 | Laurence Doherty                                  | 6–4, 7–5, 6–3                                     | Madera                                            |
| 1899        | Wilberforce Eaves                                 | Harold Mahony                                     | 6–2, 6–4, 6–8, 3–6, 6–4                           | Madera                                            |
| 1900        | Arthur Gore                                       | Josiah Ritchie                                    | 6–1, 7–5, 6–3                                     | Madera                                            |
| 1901        | Laurence Doherty                                  | Arthur Gore                                       | 6–3, 6–1, 6–1                                     | Madera                                            |
| 1902        | Laurence Doherty                                  | Josiah Ritchie                                    | 6–4, 6–3, 5–7, 6–3                                | Madera                                            |
| 1903        | Laurence Doherty                                  | George Hillyard                                   | 6–1, 4–6, 6–4, 6–2                                | Madera                                            |
| 1904        | Laurence Doherty                                  | Josiah Ritchie                                    | 6–2, 8–10, 5–7, 6–4, 6–3                          | Madera                                            |
| 1905        | Laurence Doherty                                  | Josiah Ritchie                                    | 6–1, 8–6, 6–2                                     | Madera                                            |
| 1906        | Laurence Doherty                                  | Arthur Gore                                       | 6–2, 6–4, 8–6                                     | Madera                                            |
| 1907        | Anthony Wilding                                   | Laurence Doherty                                  | walkover                                          | Madera                                            |
| 1908        | Arthur Gore                                       | Anthony Wilding                                   | 4–6, 8–6, 6–0, 8–6                                | Madera                                            |
| 1909        | Major Ritchie                                     | Arthur Gore                                       | 7–5, 8–6, 6–3                                     | Madera                                            |
| 1910        | Gordon Lowe                                       | Arthur Lowe                                       | 6–4, 6–0, 6–1                                     | Madera                                            |
| 1911        | André Gobert                                      | Gordon Lowe                                       | 6–3, 7–5, 6–3                                     | Madera                                            |
| 1912        | André Gobert                                      | Anthony Wilding                                   | 3–6, 7–5, 4–6, 6–4, 6–4                           | Madera                                            |
| 1913        | Percival Davson                                   | Erik Larsen                                       | 5–7, 6–2, 6–3, 6–2                                | Madera                                            |
| 1914        | Josiah Ritchie                                    | Percival Davson                                   | 8–6, 6–3, 6–1                                     | Madera                                            |
| 1915–1918   | No celebrado (debido a la Primera Guerra Mundial) | No celebrado (debido a la Primera Guerra Mundial) | No celebrado (debido a la Primera Guerra Mundial) | No celebrado (debido a la Primera Guerra Mundial) |
| 1919        | Percival Davson                                   | Josiah Ritchie                                    | 6–2, 6–3, 8–6                                     | Madera                                            |
| 1920        | André Gobert                                      | Percival Davson                                   | 6–4, 7–5, 6–2                                     | Madera                                            |
| 1921        | André Gobert                                      | Walter Crawley                                    | 6–2, 6–4, 4–6, 0–6, 7–5                           | Madera                                            |
| 1922        | André Gobert                                      | Brian I. C. Norton                                | 4–6, 6–1, 6–8, 6–4, 6–2                           | Madera                                            |
| 1923        | John D. Wheatley                                  | Hassan Ali Fyzee                                  | 1–6, 6–2, 6–4, 6–4                                | Madera                                            |
| 1924        | Patrick Spence                                    | John D. Wheatley                                  | 6–2, 6–2, 4–6, 6–1                                | Madera                                            |
| 1925        | Sydney Jacob                                      | Patrick Spence                                    | 3–6, 7–5, 6–0, 3–6, 6–3                           | Madera                                            |
| 1926        | Jean Borotra                                      | Donald Greig                                      | 6–3, 6–2, 6–4                                     | Madera                                            |
| 1927        | Edward Higgs                                      | Gordon Crole Rees                                 | 6–4, 6–3, 6–4                                     | Madera                                            |
| 1928        | Jean Borotra                                      | Gordon Crole Rees                                 | 4–6, 6–1, 6–2, 6–3                                | Madera                                            |
| 1929        | Jean Borotra                                      | Nigel Sharpe                                      | 7–5, 6–2, 6–2                                     | Madera                                            |
| 1930        | Jean Borotra                                      | Henry Austin                                      | 6–1, 0–6, 2–6, 6–2, 6–4                           | Madera                                            |
| 1931        | Jean Borotra                                      | Jiro Satoh                                        | 10–8, 6–3, 0–6, 6–3                               | Madera                                            |
| 1932        | Jean Borotra                                      | Harry Lee                                         | 6–2, 6–3, 6–3                                     | Madera                                            |
| 1933        | Jean Borotra                                      | Henry Austin                                      | 6–3, 5–7, 6–4, 1–6, 6–4                           | Madera                                            |
| 1934        | Henry Austin                                      | Jean Borotra                                      | 6–2, 4–6, 6–0, 6–8, 6–2                           | Madera                                            |
| 1935        | Jean Borotra                                      | Nigel Sharpe                                      | 6–0, 6–2, 6–0                                     | Madera                                            |
| 1936        | Karl Schröder                                     | Jean Borotra                                      | 8–6, 6–1, 9–7                                     | Madera                                            |
| 1937        | Henry Austin                                      | Karl Schröder                                     | 6–2, 3–6, 7–5, 6–2                                | Madera                                            |
| 1938        | Jean Borotra                                      | Donald Butler                                     | 6–0, 4–6, 6–4, 6–2                                | Madera                                            |
| 1939–1946   | No celebrado (debido a la Segunda Guerra Mundial) | No celebrado (debido a la Segunda Guerra Mundial) | No celebrado (debido a la Segunda Guerra Mundial) | No celebrado (debido a la Segunda Guerra Mundial) |
| 1947        | Ivo Rinkel                                        | Ernest Wittman                                    | 3–6, 7–5, 7–5                                     | Madera                                            |
| 1948        | Jean Borotra                                      | Geoffrey Paish                                    | 6–3, 6–3, 6–2                                     | Madera                                            |
| 1949        | Jean Borotra                                      | Geoffrey Paish                                    | 6–4, 6–3, 6–3                                     | Madera                                            |
| 1950        | Jaroslav Drobný                                   | Geoffrey Paish                                    | 6–3, 6–2, 6–0                                     | Madera                                            |
| 1951        | Geoffrey Paish                                    | Ignacy Tłoczyński                                 | 6–4, 6–4, 6–1                                     | Madera                                            |
| 1952        | Jaroslav Drobný                                   | Tony Mottram                                      | 6–3, 6–4, 8–6                                     | Madera                                            |
| 1953        | Jaroslav Drobný                                   | Robert Wilson                                     | 6–2, 7–5, 6–2                                     | Madera                                            |
| 1954        | Jaroslav Drobný                                   | Władysław Skonecki                                | 7–5, 7–5, 7–9, 6–4                                | Madera                                            |
| 1955        | Władysław Skonecki                                | William Knight                                    | 5–7, 7–5, 6–4, 9–7                                | Madera                                            |
| 1956        | Alfred Huber                                      | Geoffrey Paish                                    | 7–5, 7–5, 7–9, 6–4                                | Madera                                            |
| 1957        | No celebrado                                      | No celebrado                                      | No celebrado                                      | No celebrado                                      |
| 1958        | Mike Davies                                       | Owen Davidson                                     | 5–7, 6–1, 6–2, 6–2                                | Madera                                            |
| 1959        | Robert Wilson                                     | Kurt Nielsen                                      | 6–3, 8–6, 6–2                                     | Madera                                            |
| 1960        | William Knight                                    | Robert Wilson                                     | 6–3, 6–4, 8–6                                     | Madera                                            |
| 1961        | Anthony Pickard                                   | Manuel Santana                                    | 6–1, 6–3, 6–3                                     | Madera                                            |
| 1962        | Robert Wilson                                     | William Knight                                    | 3–6, 6–3, 8–6, 2–6, 6–2                           | Madera                                            |
| 1963        | Robert Wilson                                     | Roger Taylor                                      | 16–14, 6–2, 9–7                                   | Madera                                            |
| 1964        | Mike Sangster                                     | Robert Wilson                                     | 6–3, 8–6, 6–4                                     | Madera                                            |
| 1965        | Robert Wilson                                     | Mark Cox                                          | 6–3, 3–6, 6–3, 6–4                                | Madera                                            |
| 1966–1967   | No celebrado                                      | No celebrado                                      | No celebrado                                      | No celebrado                                      |
| Era abierta |                                                   |                                                   |                                                   |                                                   |
| 1968        | Bob Hewitt                                        | Bob Lutz                                          | 4–6, 6–2, 6–4, 10–8                               | Madera                                            |
| 1969        | Rod Laver                                         | Tony Roche                                        | 6–4, 6–1, 6–3                                     | Alfombra                                          |
| 1970        | Rod Laver                                         | Cliff Richey                                      | 6–3, 6–4, 7–5                                     | Alfombra                                          |
| 1971        | Ilie Năstase                                      | Rod Laver                                         | 3–6, 6–3, 3–6, 6–4, 6–4                           | Alfombra                                          |

### Individuales femeninas
| Year      | Champions                  | Runners-up                   | Score            | Surface      |              |
| --------- | -------------------------- | ---------------------------- | ---------------- | ------------ | ------------ |
| 1890      | May Jacks                  | Maud Shackle                 | 6–0, 6–1         | Madera       |              |
| 1891      | Maud Shackle               | May Jacks                    | 7–5, 6–2         | Madera       |              |
| 1892      | Maud Shackle               | May Arbuthnot                | 6–3, 3–6, 6–2    | Madera       |              |
| 1893      | Maud Shackle               | May Arbuthnot                | 6–2, 1–6, 7–5    | Madera       |              |
| 1894      | Edith Austin               | May Arbuthnot                | 2–6, 6–4, 7–5    | Madera       |              |
| 1895      | Charlotte Cooper           | Edith Austin                 | 6–4, 3–6, 6–1    | Madera       |              |
| 1896      | Edith Austin               | Charlotte Cooper             | 6–2, 3–6, 6–3    | Madera       |              |
| 1897      | Edith Austin               | Ruth Dyas                    | 9–11, 6–4, 12–10 | Madera       |              |
| 1898      | Edith Austin               | Ruth Pennington-Legh         | 6–3, 2–6, 6–2    | Madera       |              |
| 1899      | Edith Austin               | Charlotte Cooper             | 6–2, 6–4         | Madera       |              |
| 1900      | Toupie Lowther             | Edith Austin Greville        | 2–6, 7–5, 6–4    | Madera       |              |
| 1901      | Blanche Bingley Hillyard   | Toupie Lowther               | 6–2, 6–3         | Madera       |              |
| 1902      | Toupie Lowther             | Gladys Duddell               | 6–3, 6–1         | Madera       |              |
| 1903      | Toupie Lowther             | Adine Masson                 | 6–1, 6–0         | Madera       |              |
| 1904      | Dorothea Douglass          | Edith Austin Greville        | 6–2, 6–3         | Madera       |              |
| 1905      | Hilda Lane                 | Gladys Eastlake Smith        | 6–4, 8–6         | Madera       |              |
| 1906      | Dorothea Douglass          | Hilda Lane                   | 6–2, 6–0         | Madera       |              |
| 1907      | Gladys Eastlake Smith      | Mildred Coles                | 6–3, 6–3         | Madera       |              |
| 1908      | Dorothea Douglass Chambers | Gladys Eastlake Smith        | 6–3, 6–3         | Madera       |              |
| 1909      | Dora Boothby               | Madeline O'Neill             | 6–1, 6–3         | Madera       |              |
| 1910      | Dorothea Douglass Chambers | Madeline O'Neill             | 6–4, 6–3         | Madera       |              |
| 1911      | Dorothea Douglass Chambers | Helen Aitchison              | 6–3, 6–1         | Madera       |              |
| 1912      | Dorothy Holman             | Aurea Edgington              | 6–2, 6–0         | Madera       |              |
| 1913      | Dorothea Douglass Chambers | Dorothy Holman               | 6–2, 6–3         | Madera       |              |
| 1914      | Dorothy Holman             | Madeline O'Neill             | 7–9, 6–1, 6–2    | Madera       |              |
| 1915–1918 | No celebrado               | No celebrado                 | No celebrado     | No celebrado | No celebrado |
| 1919      | Dorothea Lambert Chambers  | Dorothy Holman               | 6–3, 6–3         | Madera       |              |
| 1920      | Elizabeth Ryan             | Doris Craddock               | 6–4, 6–2         | Madera       |              |
| 1921      | Dorothy Holman             | Irene Bowder Peacock         | 6–1, 3–6, 6–4    | Madera       |              |
| 1922      | Dorothy Holman             | Doris Craddock               | 6–2, 6–1         | Madera       |              |
| 1923      | Mabel Davey Clayton        | Aurea Edgington              | 6–3, 6–2         | Madera       |              |
| 1924      | Geraldine Beamish          | Doris Craddock               | 6–4, 6–4         | Madera       |              |
| 1925      | Joan Reid-Thomas           | Blanche Colston              | 6–2, 7–5         | Madera       |              |
| 1926      | Peggy Saunders             | Betty Dix                    | 6–4, 6–2         | Madera       |              |
| 1927      | Eileen Bennett             | Cristobel Hardie             | 6–4, 6–0         | Madera       |              |
| 1928      | Kathleen McKane Godfree    | Eileen Bennett               | 6–1, 6–2         | Madera       |              |
| 1929      | Peggy Saunders Michell     | Joan Ridley                  | 6–4, 6–4         | Madera       |              |
| 1930      | Joan Ridley                | Joan Fry                     | 6–2, 6–2         | Madera       |              |
| 1931      | Mary Heeley                | Jeanette Morfey              | 6–1, 6–0         | Madera       |              |
| 1932      | Peggy Scriven              | Kay Stammers                 | 6–2, 6–4         | Madera       |              |
| 1933      | Phyllis King               | Kay Stammers                 | 10–12, 6–1, 6–3  | Madera       |              |
| 1934      | Phyllis King               | Mary Hardwick                | 6–3, 4–6, 6–2    | Madera       |              |
| 1935      | Peggy Scriven              | Ermyntrude Harvey            | 6–2, 6–2         | Madera       |              |
| 1936      | Anita Lizana               | Mary Hardwick                | 6–3, 6–0         | Madera       |              |
| 1937      | Peggy Scriven              | Phyllis King                 | 6–1, 6–2         | Madera       |              |
| 1938      | Peggy Scriven              | Alexandra McOstrich McKelvie | 6–3, 4–6, 6–1    | Madera       |              |
| 1939–1947 | No celebrado               | No celebrado                 | No celebrado     | No celebrado | No celebrado |
| 1948      | Gem Hoahing                | Joan Curry                   | 1–6, 6–3, 7–5    | Madera       |              |
| 1949      | Joan Curry                 | Jean Quertier                | 6–1, 6–0         | Madera       |              |
| 1950      | Jean Quertier              | Joan Curry                   | 3–6, 7–5, 6–3    | Madera       |              |
| 1951      | Susan Partridge            | Jean Walker-Smith            | 6–4, 6–4         | Madera       |              |
| 1952      | Angela Mortimer            | Susan Partridge              | 6–3, 3–6, 6–3    | Madera       |              |
| 1953      | Angela Mortimer            | Georgie Woodgate             | 6–3, 6–2         | Madera       |              |
| 1954      | Angela Mortimer            | Shirley Bloomer              | 6–2, 6–3         | Madera       |              |
| 1955      | Anne Shilcock              | Pat Ward                     | 6–2, 6–4         | Madera       |              |
| 1956      | Angela Buxton              | Anne Shilcock                | 6–2, 6–2         | Madera       |              |
| 1957      | No celebrado               | No celebrado                 | No celebrado     | No celebrado | No celebrado |
| 1958      | Anne Shilcock              | Christine Truman             | 6–2, 6–2         | Madera       |              |
| 1959      | Angela Mortimer            | Pat Ward                     | 6–2, 6–3         | Madera       |              |
| 1960      | Angela Mortimer            | Ann Haydon                   | 7–5, retired     | Madera       |              |
| 1961      | Angela Mortimer            | Christine Truman             | 2–6, 6–1, 6–4    | Madera       |              |
| 1962      | Ann Haydon                 | Christine Truman             | 6–4, 4–6, 9–7    | Madera       |              |
| 1963      | Deidre Catt                | Renée Schuurman              | 4–6, 6–3, 6–3    | Madera       |              |
| 1964      | Ann Haydon-Jones           | Fay Toyne                    | 6–3, 6–3         | Madera       |              |
| 1965      | Ann Haydon-Jones           | Fay Toyne                    | 6–2, 6–1         | Madera       |              |
| 1966–1967 | No celebrado               | No celebrado                 | No celebrado     | No celebrado | No celebrado |
| 1968      | Margaret Court             | Virginia Wade                | 10–8, 6–1        | Madera       |              |
| 1969      | Ann Haydon-Jones           | Billie Jean King             | 9–11, 6–2, 9–7   | Alfombra     |              |
| 1970      | Billie Jean King           | Ann Haydon-Jones             | 8–6, 3–6, 6–1    | Alfombra     |              |
| 1971      | Billie Jean King           | Françoise Dürr               | 6–1, 5–7, 7–5    | Alfombra     |              |

## Récords

### Individuales masculinos
Fuente: 
- Más títulos:  Jean Borotra, 11
- Más títulos consecutivos:  Jean Borotra, 6
- Más finales:  Jean Borotra, 13
- Más finales consecutivas:  Jean Borotra, 9
- Más partidos jugados:  Josiah Ritchie, 83
- Más partidos ganados:  Jean Borotra, (67)
- Más victorias consecutivas:  Jean Borotra, 35
- Más ediciones jugadas:  Josiah Ritchie, 30
- Mejor porcentaje de victorias en partidos:  André Gobert 94.12%
- Final más larga:  Laurence Doherty vs.  Josiah Ritchie, resultado: 6–2, 8–10, 5–7, 6–4, 6–3, 57 juegos, 1904
- Final más corta:  Jean Borotra vs.  Nigel Sharpe, resultado: 6–0, 6–2, 6–0, 20 juegos, 1935
- Título ganado con menos juegos perdidos,   Ernest Wool Lewis, 22, 1887
- Campeón más antiguo:  Jean Borotra, 51 años, 1 mes y 28 días, 1949
- Campeón más joven:  Edward Lake Williams, 19 años, 9 meses y 12 días, 1886